# Mine terrestre
Pour les articles homonymes, voir Mine.
Une mine terrestre est une charge explosive conçue et placée de façon à être déclenchée, par l'action involontaire de l'ennemi, au passage de personnes (mine antipersonnel) ou de véhicules (mine antichar ou mine antivéhicule).

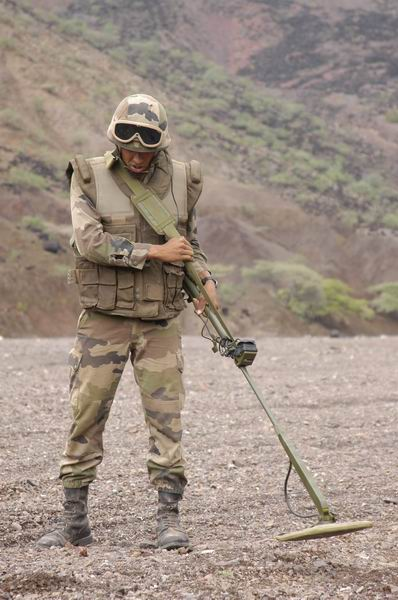
En exercice, démineur de la compagnie de génie de la 13e demi-brigade de Légion étrangère à Djibouti en 2005

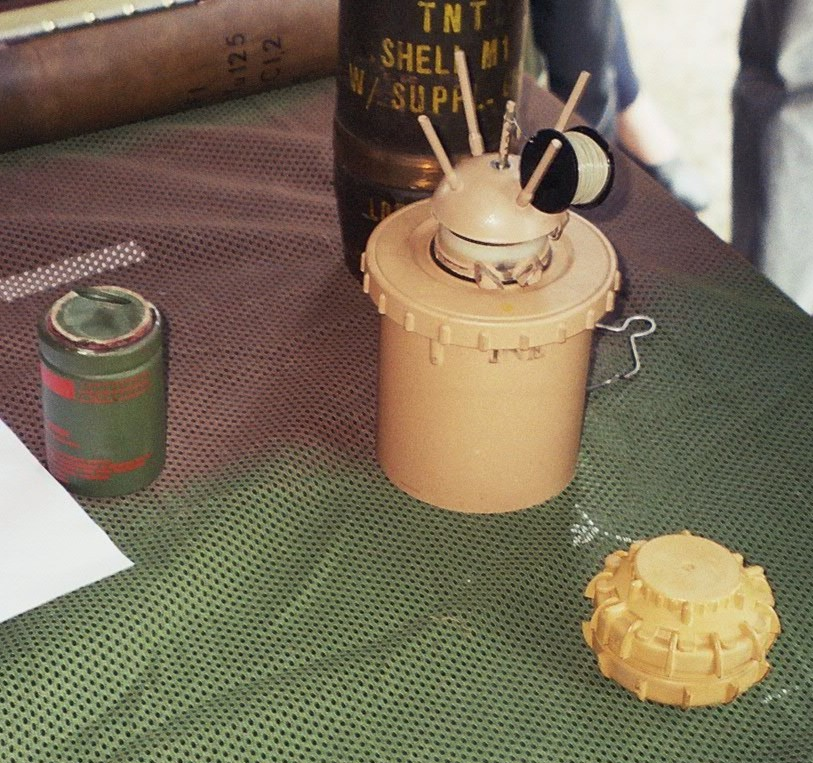
Mines antipersonnel conçues par la société italienne Valsella Meccanotecnica. Celle du centre est une Valmara 69, celle à gauche un VS-50.

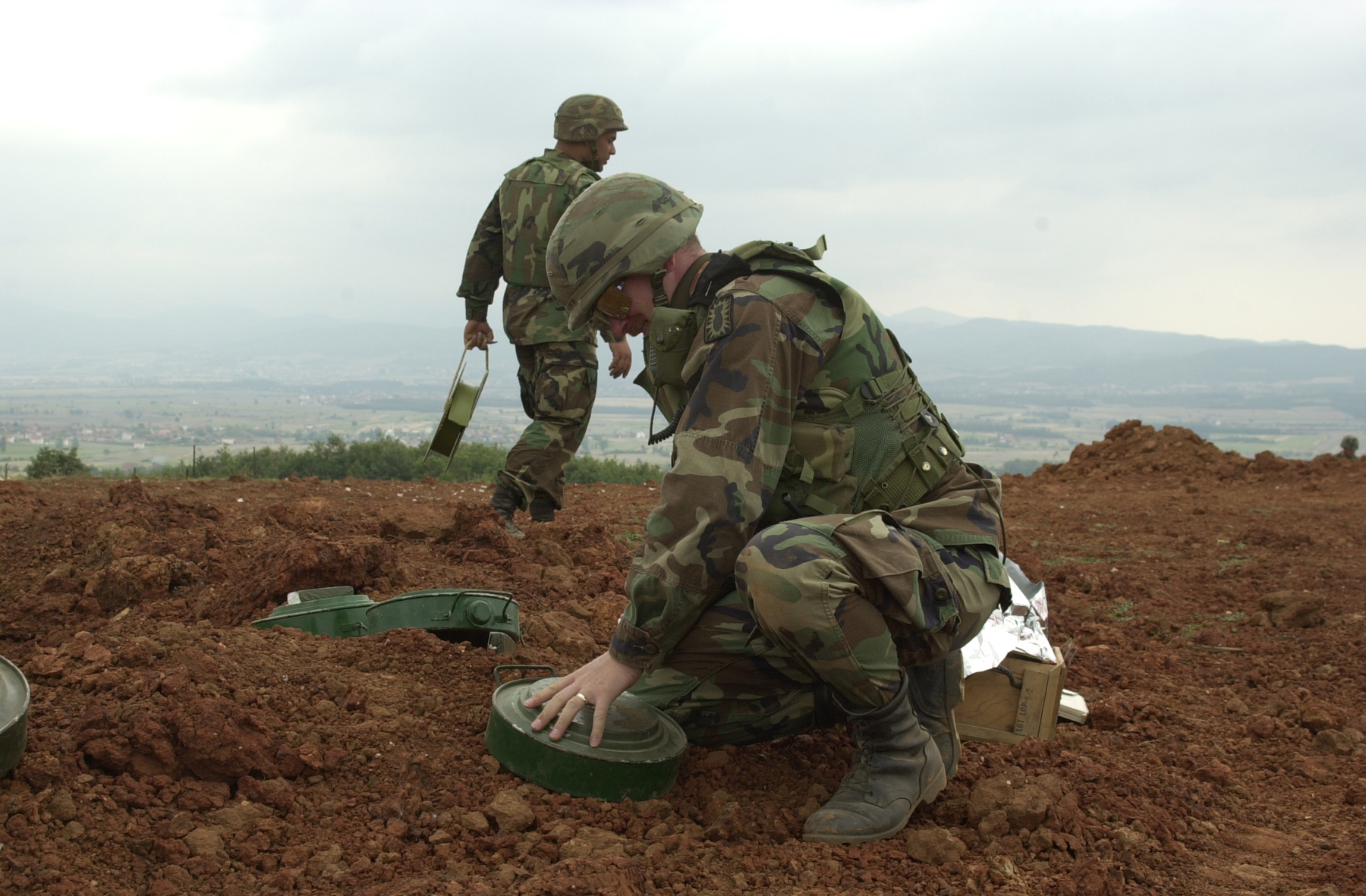
Militaires de l'armée de terre américaine en camouflage M81 Woodland s'entraînant à la pose de mines antichars

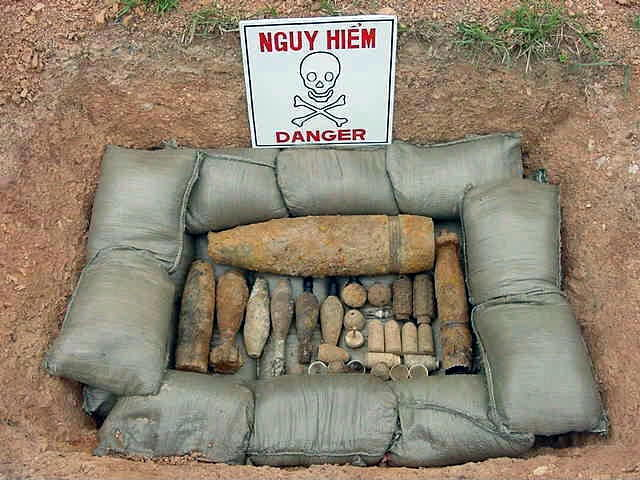
Au Viêt Nam, on continuera longtemps à trouver des munitions non explosées

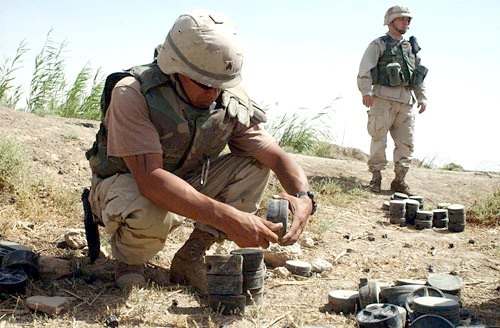
Désamorçage de mines antipersonnel d'origine russe en Irak en 2003

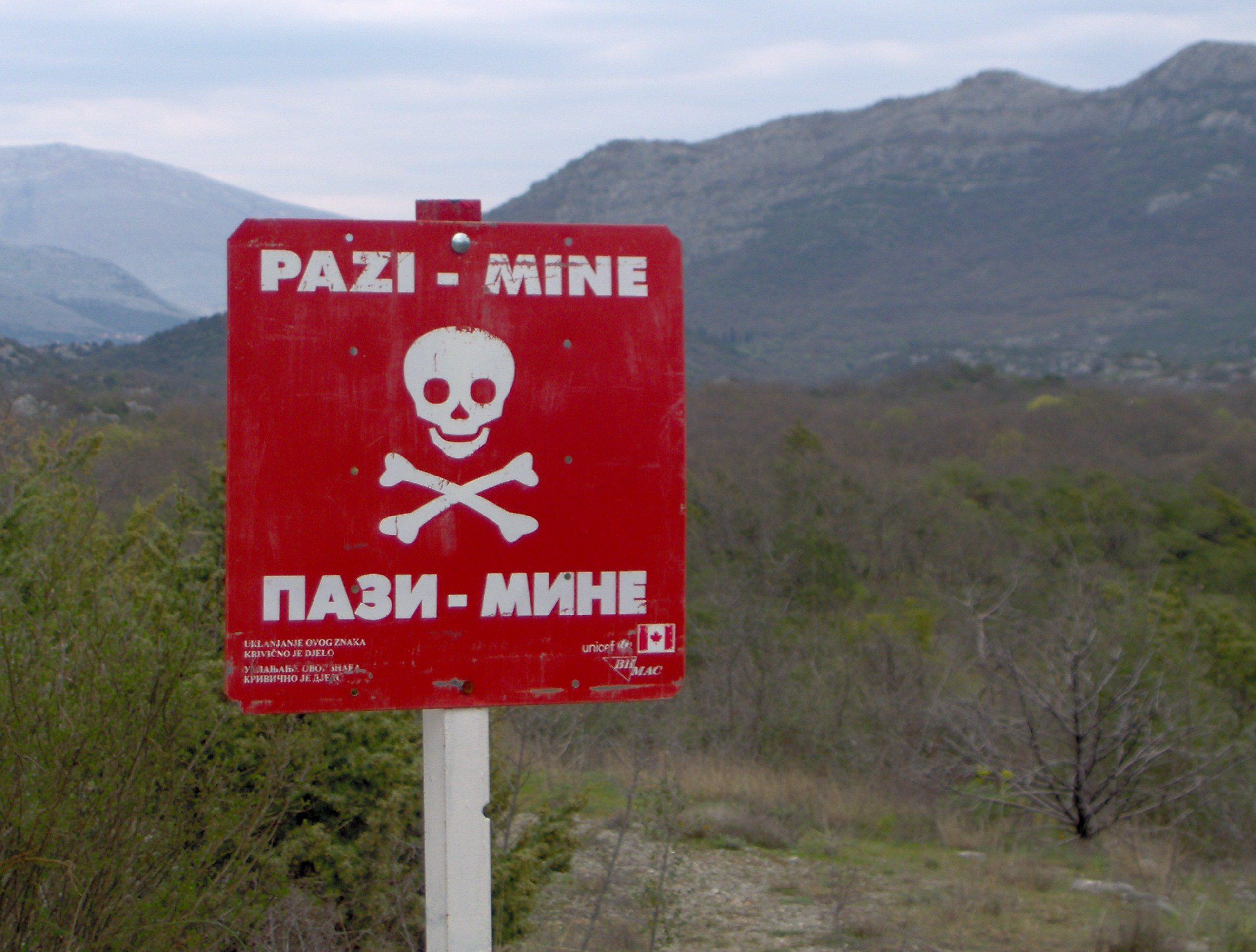
Signalisation de mines en Croatie

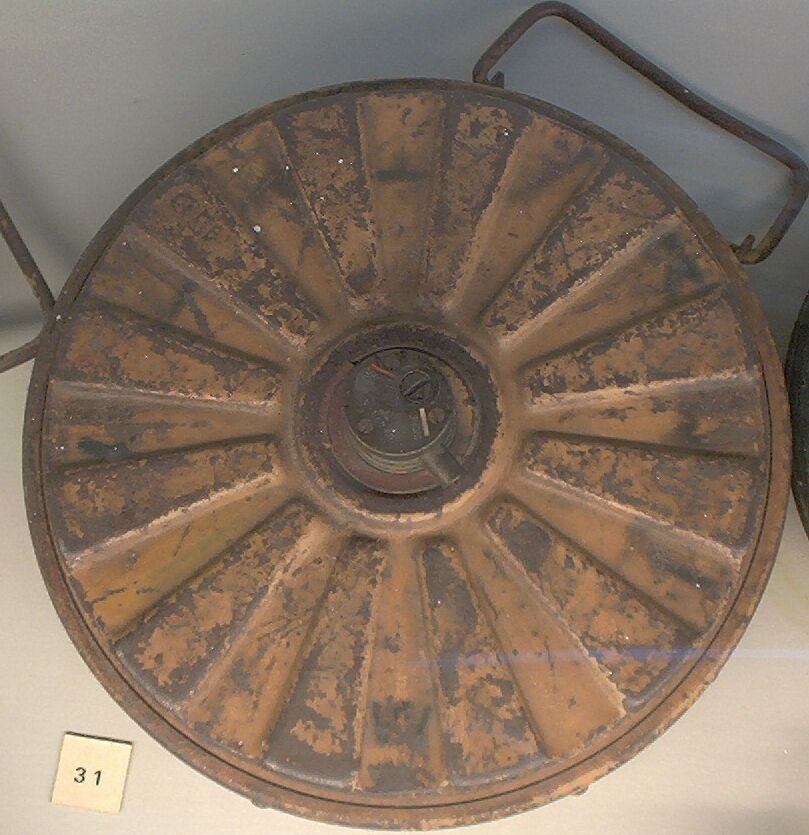
Mine terrestre antichars et antivéhicules de la guerre mondiale

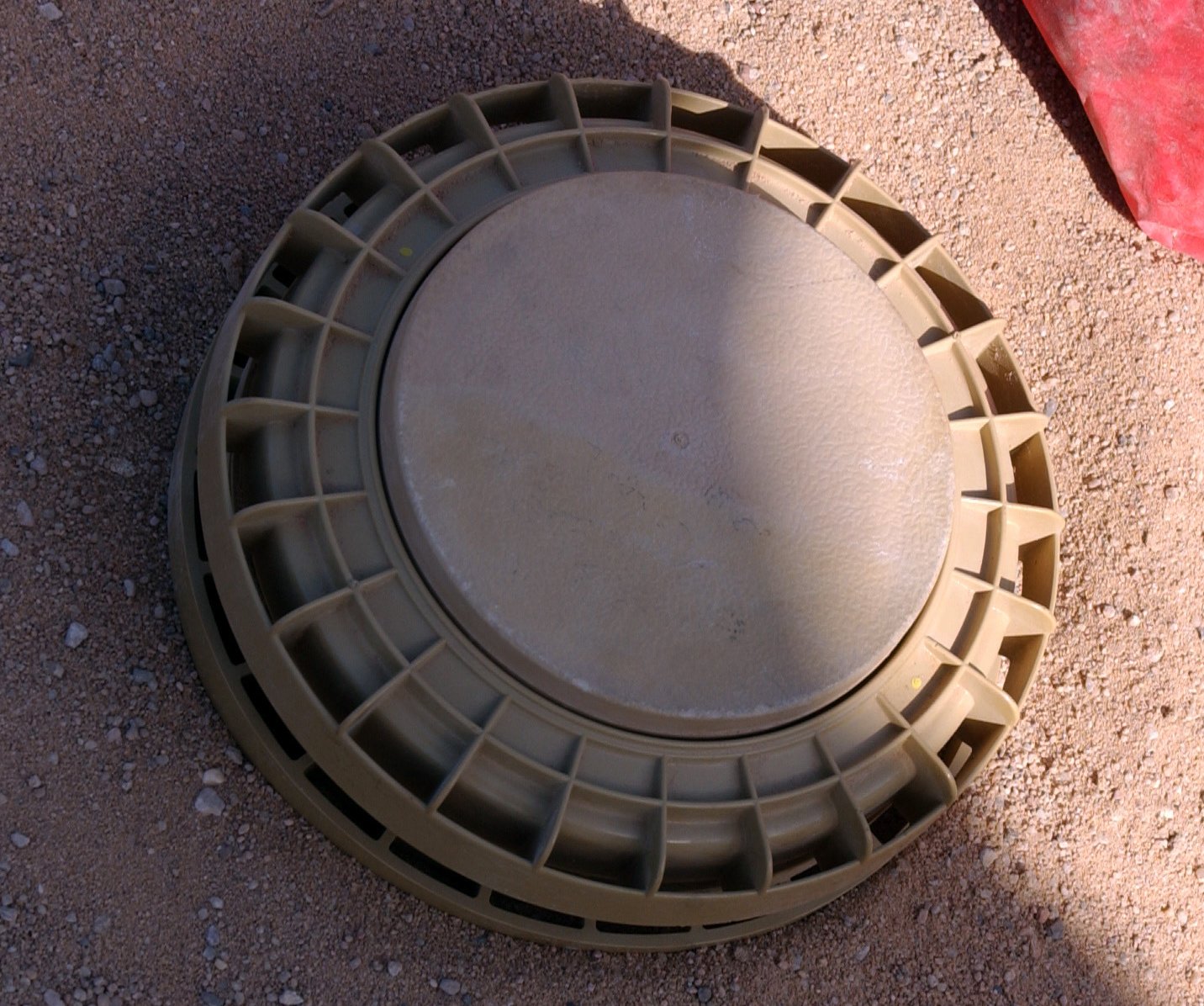
Exemple de mine contemporaine antichars et antivéhicules d'origine italienne, modèle VS-2.2, en Irak, en septembre 2004

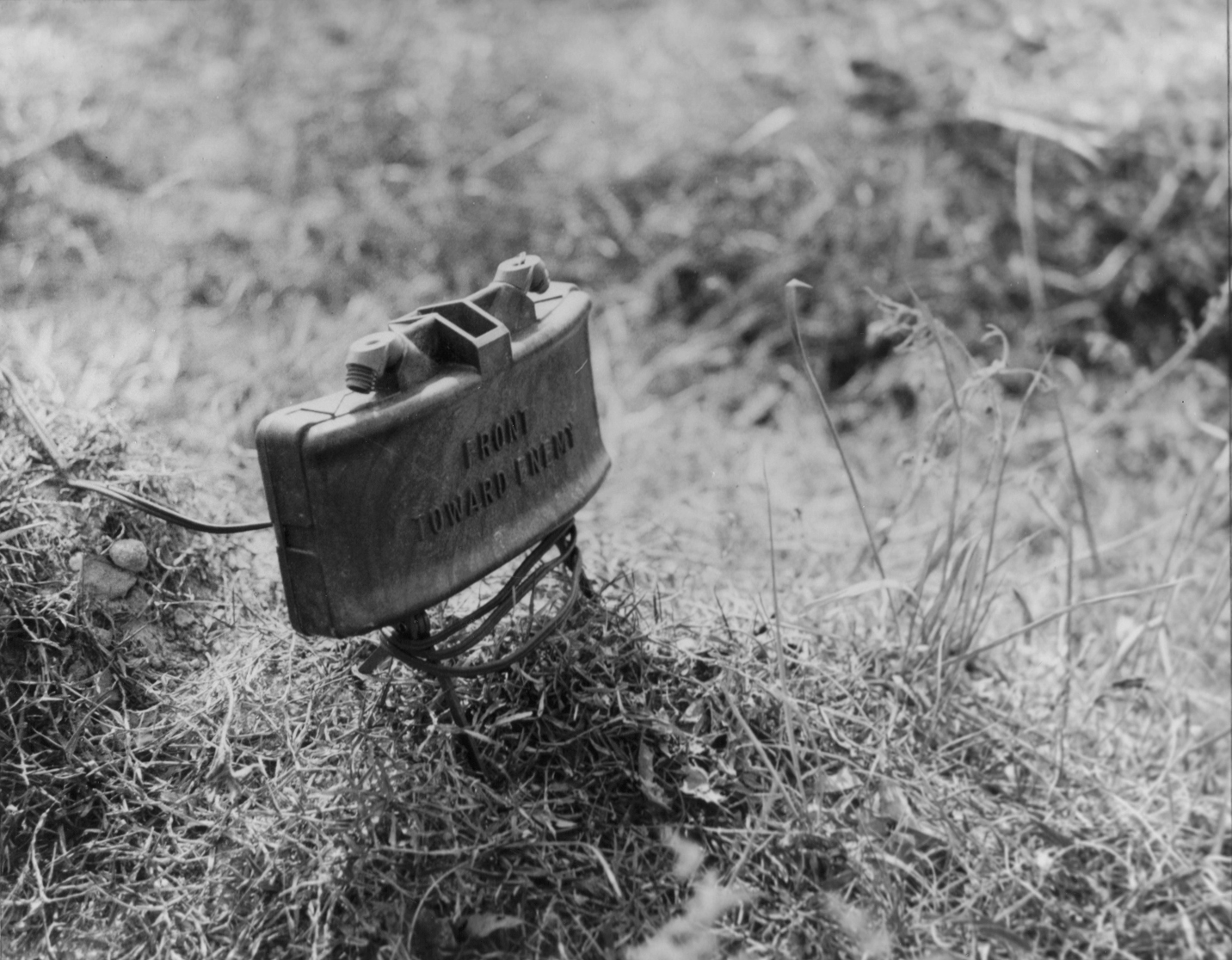
La Claymore est une mine à fragmentation directionnelle. Placée sur des piquets, elle se déclenche au moyen d'une dynamo manuelle ou d'un fil-piège.

## Histoire
Le concept de base qui est à l'origine de la mine est apparu plusieurs fois sous différentes formes au cours de l'histoire. Certaines sources rapportent que Zhuge Liang du royaume de Shu invente une sorte de mine au IIIe siècle. L'armée romaine creusait des chausse-trappes, qui prenaient la forme de trous de la taille d'un pied, munis d'un pieu acéré au fond et camouflés. Au Moyen Âge, les pieds de corbeau, consistant en un petit dispositif doté de quatre pointes acérées, pouvaient être dispersés sur le sol pour ralentir l'avancée de l'ennemi. Ce concept connaît son pendant civil avec les nombreux pièges qui furent utilisés pour la chasse ou pour se débarrasser des nuisibles.
Aux alentours du XIVe siècle et du XVe siècle, l'arsenal des armées de la dynastie Ming commença à produire des mines modernes primitives contenant de la poudre noire dans des pots en pierre, en céramique ou en fer.
En 1573, à Augsbourg, l'ingénieur militaire Samuel Zimmermann inventa une mine très efficace nommée Fladdermine. Il s'agissait d'une fougasse qui était activée par une platine à silex reliée à un fil tendu à la surface. La fougasse était remplie d'obus de mortier explosifs ressemblant à de grosses grenades à poudre noire. Lorsqu'elle était déclenchée, la Fladdermine projetait les obus de mortier qui explosaient alentour en saturant la zone de shrapnel. Le dispositif était redoutable contre les attaques de masse mais requérait une maintenance importante en raison du risque pour la poudre noire de prendre l'humidité. Elle fut ainsi essentiellement utilisée pour la défense des fortifications importantes, jusqu'aux années 1870.
En Europe, au début du XVIIIe siècle, des mines improvisées et des pièges étaient mis en œuvre sous la forme de bombes enterrées, affleurant à la surface et couvertes de bouts de métal et/ou de gravier pour faire office de shrapnel. Ces dispositifs étaient connus sous le nom de fougasse française, ce terme est parfois encore utilisé de nos jours pour désigner des dispositifs équivalents. Cette technique fut employée dans plusieurs guerres européennes du XVIIIe siècle, au cours de la Révolution américaine et de la guerre de Sécession.
La première mine antipersonnel hautement explosive et dotée d'un détonateur mécanique moderne fut employée par les troupes confédérées du brigadier général Gabriel J. Raines au cours de la bataille de Yorktown en Virginie en 1862, de façon similaire à son emploi en 1840 des pièges explosifs durant les guerres contre les Séminoles en Floride. Ces « torpilles terrestres » à déclenchement mécanique et électrique furent employées, bien qu'à la fin de la guerre les détonateurs mécaniques aient montré une meilleure fiabilité. Nombre de ces dispositifs furent improvisés sur le terrain, notamment en ce qui concerne la charge explosive, mais à la fin de la guerre, presque 2 000 dispositifs répondant à la conception de Raines avaient été déployés.
Durant la guerre de Crimée, les Russes créent des « petites machines infernales destinées à éclater sous les pieds de nos soldats » [français].
Des mines améliorées furent créées pour l'Empire allemand vers 1912 puis furent copiées et produites par tous les principaux participants à la Première Guerre mondiale. Au cours de ce conflit, les mines terrestres furent notablement utilisées au début de la bataille de Passchendaele. Bien avant la fin de la guerre, les Britanniques produisaient des mines à gaz de combat à la place des explosifs. De telles mines furent produites par l'URSS jusque dans les années 1980. On sait que les États-Unis ont au moins expérimenté le concept durant les années 1950.
Les Allemands mirent au point une bombe bondissante, la mine-S, qui sera utilisée pendant la Seconde Guerre mondiale, une conception toujours actuelle. Elle permet de projeter la charge au-dessus du sol pour assurer une dispersion plus efficace du shrapnel. Durant ce conflit, les mines ont été responsables de 5 % des pertes militaires.
Des mines à charge nucléaire ont été développées durant la guerre froide, en version navale et terrestre, comme la mine britannique Blue Peacock (le paon bleu) ou la Medium Atomic Demolition Munition (Munition moyenne atomique de démolition).
Pendant la guerre du Viêt Nam, l'aviation américaine était incapable de repérer les convois de ravitaillement circulant derrière la frontière cambodgienne, en raison du couvert offert par le feuillage de la forêt. Des mines antivéhicules spécifiques furent mises en œuvre. Il s'agissait de bombes à fragmentation dont le détonateur magnétique réagissait à la masse métallique des camions, elles s'abîmaient en forêt dans les zones où les camions transitaient et se déclenchaient au passage des convois. Leur efficacité fut redoutable dans un premier temps mais les convois furent bientôt précédés d'un camion portant un puissant électro-aimant apte à déclencher prématurément ces mines. Le Viêt Nam vit aussi l'apparition de la claymore, qui envoie des shrapnels à une vitesse phénoménale sur un angle de 120°. Les mines et pièges explosifs sont responsables d'un tiers des pertes du United States Marine Corps durant cette guerre.

## Champs de mines notables
Plusieurs pays ont installé des champs de mines pour protéger leur frontière. Par exemple, le long de la frontière entre la république populaire de Chine et le Viêt Nam, au moins 800 000 mines ont été posées par l'Armée populaire de libération dans la province du Yunnan et la région autonome Zhuang du Guangxi à partir de la fin des années 1980. Elles ont formé un total de 161 champs de mines de différentes tailles d'une superficie de 289 km2. Les opérations de déminage lancées à partir de 1992 sont encore en cours en 2018.

## Véhicules poseurs de mines/de minage

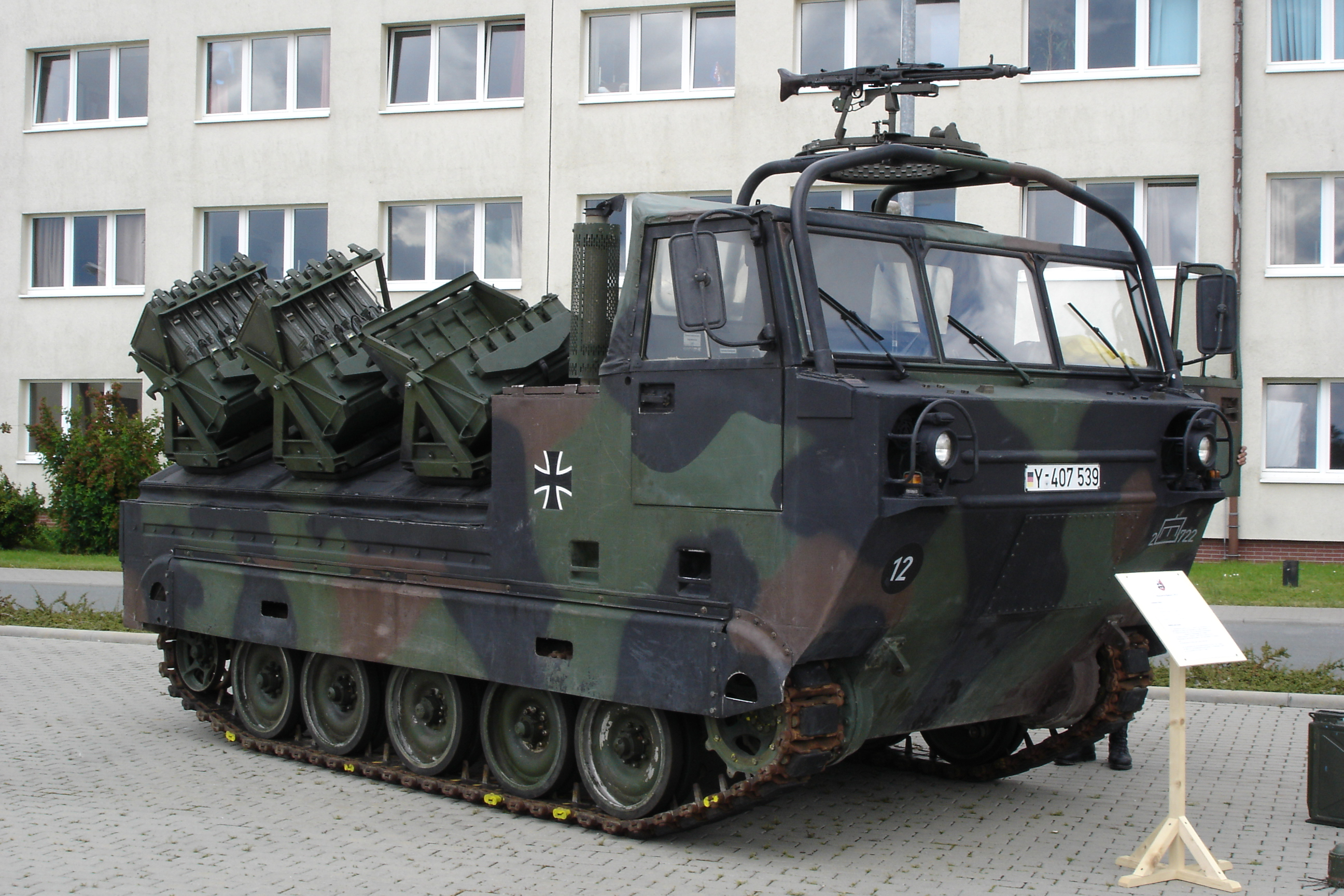
Véhicule de minage M548 Skorpion allemand

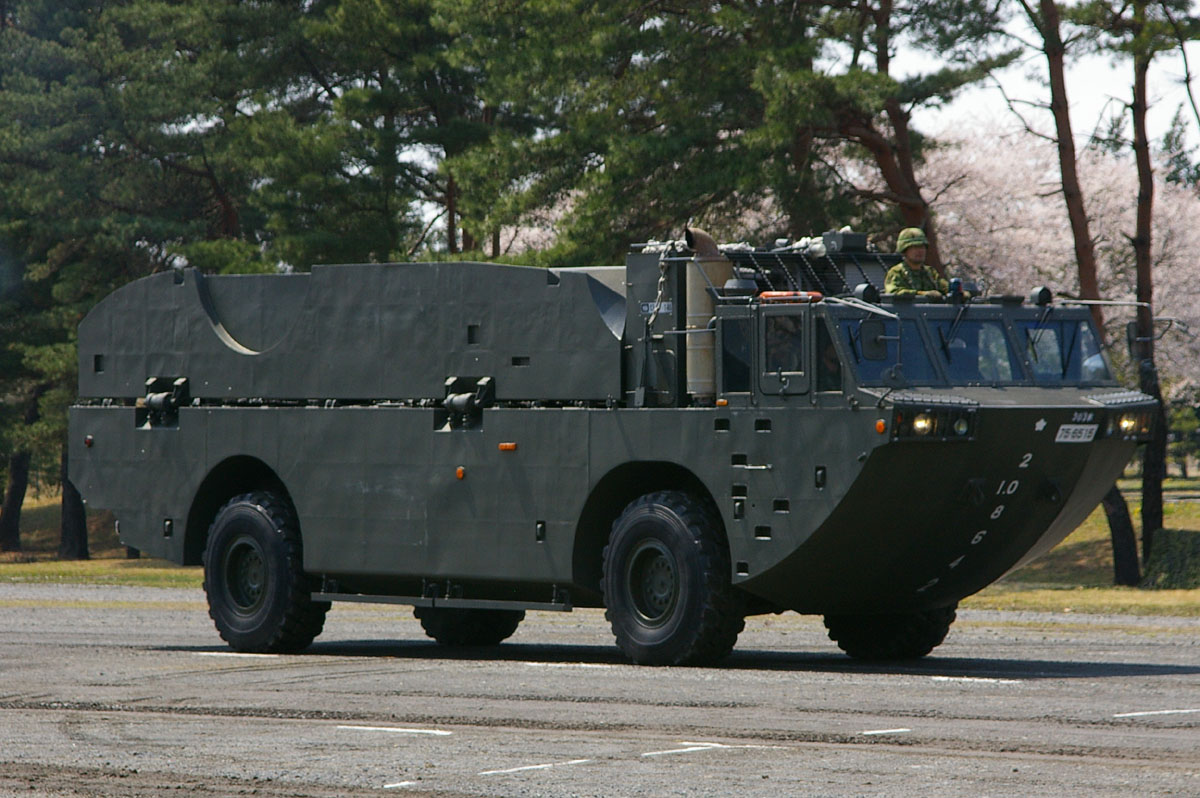
Véhicule de minage Type 94 amphibie de l'armée japonaise

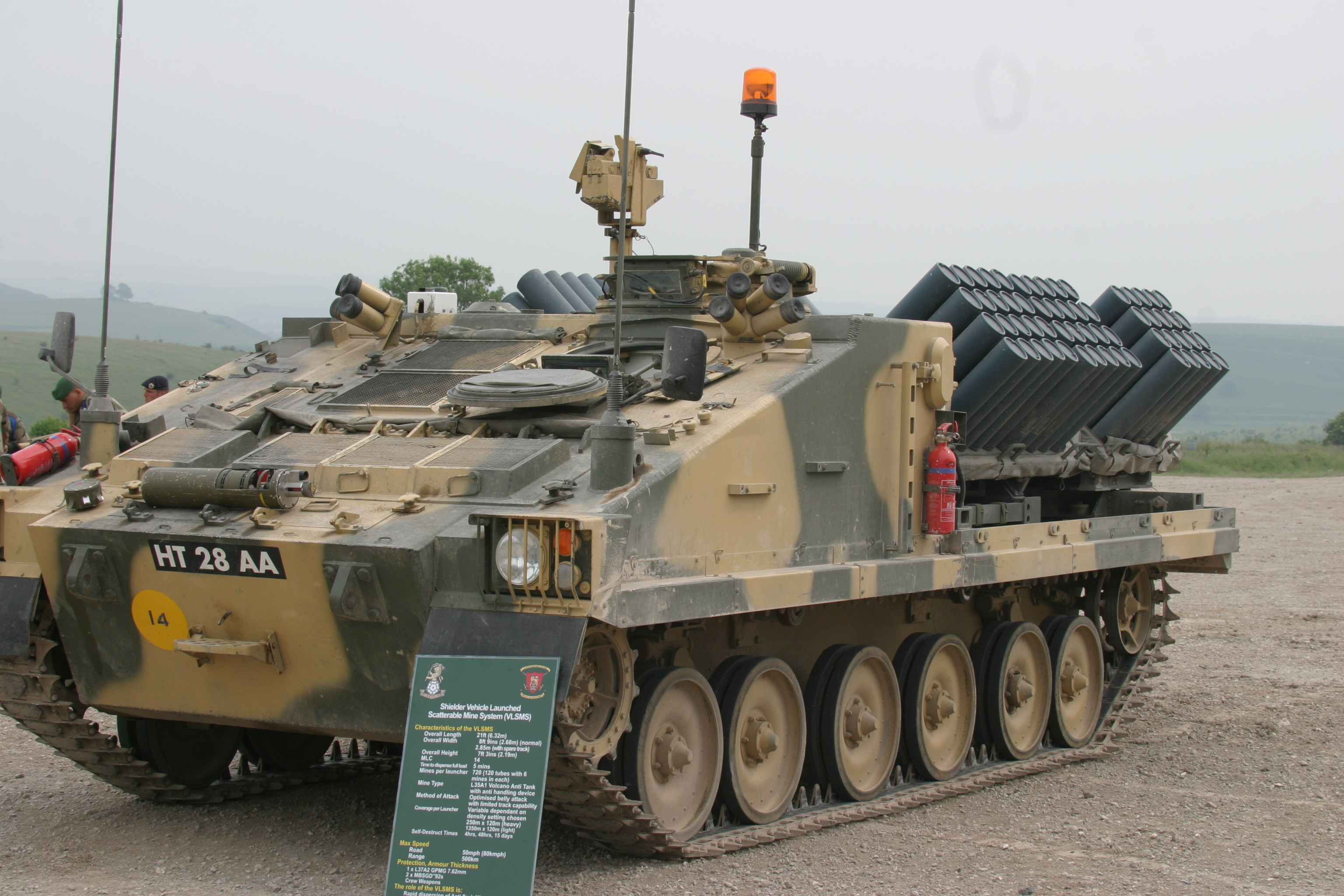
Alvis shielder britannique

Un véhicule de minage/poseur de mines permet de projeter un champ de mines en peu de temps, les versions en véhicules amphibies permettent d'en poser sur les plages pour empêcher ou retarder un débarquement.

## Dommages causés par les mines
Une étude montre que durant la guerre d'Irak, de mars 2003 à novembre 2006, sur 3 070 morts de la coalition militaire en Irak, 1 257 ont été causés par des engins explosifs improvisés, soit 41 %. C’est-à-dire plus que dans les combats « classiques » (1 027 tués, soit 34 %).
En 2009, ces engins ont tué 1 054 civils afghans et 275 des 520 soldats de la coalition ayant trouvé la mort durant la guerre d'Afghanistan.
D'après l'Observatoire des mines antipersonnel, en 2015, 6 461 personnes sont mortes victimes des mines ou de restes d'explosifs, alors qu'elles n'étaient que 3 695 à mourir de cette origine en 2014. Ainsi en 2015, 1 310 personnes sont mortes liées à cette cause en Afghanistan, 1 004 personnes en Libye, 988 personnes au Yémen, 864 personnes en Syrie et 589 personnes en Ukraine. 78 % des victimes sont des civils. Une des raisons de cette augmentation est liée au développement de mines artisanales, posées par des organisations de guérillas ou terroristes qui ne sont pas liées par les accords internationaux.

## Caractéristiques

### Typologie
Il existe différents types de mines :
- mine antichar : visant à la destruction de véhicules - mine antichar 60, 88
- mine antipersonnelle : cherchant à mettre un ennemi hors de combat, en le tuant ou, de préférence, en le blessant (un blessé mobilisant au moins une personne pour le secourir) - M18A1 Claymore
- Mine marine : visant à couler ou endommager les bâtiments de surface et les sous-marins ennemis ou pour bloquer l'accès à une zone maritime
- Mine d'attaque par le dessus : visant à déjouer les systèmes de protection active des véhicules blindés et toucher leur partie la moins blindée - PTKM-1R, M93 Frelon, POM-3
- Engin explosif improvisé : remplit le même rôle qu'une mine antichar ou antipersonnel mais est fabriqué de manière artisanale avec en général une majorité de composants non militaires.

- Autres
  - Mine bondissante : elles sont désignées comme des mines antipersonnel mais elles se démarquent quand même des mines AP classique par son fonctionnement. Lorsque l'engin détecte une cible elle bondit de 1 à 1,5 m et explose au niveau de la partie supérieure du corps. La mine-S a été utilisé de manière intensive par les Allemands pendant la Seconde guerre mondiale et la majorité des grandes puissances ont développé leurs versions de la mine.
  - Bombe anti-piste et à sous munitions : Plusieurs pays ont développé des bombes dites « anti-piste », mais qui sont en général des bombes à sous munitions délivrées par voie aérienne, capable de larguer des mines :
    - Système d'attaque d'aérodrome à basse altitude LAAS : Le Royaume-Uni a développé en 1977 la bombe à sous munition JP223 délivrée par voie aérienne. Elle largue 30 bombinettes SG-357 mais surtout 215 mines antipersonnel HB-876 sont dispersés sur une large zone lors du bombardement. Sa mission principale est d'endommager et retarder la réparation des aéroports ennemis[9],[10].
    - BLG 66 Belouga : Développé par Matra en 1979
    - KMGU : Développé en URSS elle est capable de délivrer entre 100 et 150 mines antipersonnel ou antichar

Le minage défensif vise la protection de zones sensibles. Il peut rendre impossible ou hasardeuse l'exploitation agricole des terrains minés et cet usage est interdit par les conventions internationales selon le droit des conflits armés.

### Mise en œuvre
Les mines terrestres sont des armes qui ont initialement été placées manuellement sur le terrain. Elles sont généralement camouflées et placées sur des zones tactiquement intéressantes.
Il existe des semeurs de mines aériens. Il s'agit de conteneurs embarqués sur des avions ou des hélicoptères qui permettent de disperser des milliers de mines (en général antipersonnel) sur une large zone en quelques secondes.
Il existe aussi dans la nomenclature internationale, des bombes à sous-munitions (BASM) produisant des effets proches des mines antipersonnel. Il s'agit de containers d'explosifs, souvent largués par voie aérienne, censés avoir un effet immédiat. De fait, une proportion non négligeable des sous-munitions contenues, dispersées sur plusieurs hectares, n'explosent pas au moment de leur impact (de 5 % à 30 % d'un contenu d'un millier de petites bombes par conteneur), et restent déclenchables ultérieurement dans les mêmes conditions que les mines antipersonnel.

### Composition
Elle peut être en fonte d'acier ou coulée dans un autre métal, en plastique (par exemple en bakélite) ou en bois. Certaines mines ne comportent pas d'enveloppe (explosif moulé). L’élimination des parties métalliques rend leur détection beaucoup plus difficile.

### Fonctionnement
Dans le cas d'une mine terrestre explosant au passage d'un véhicule, les matériaux non arrimés sont transformés en projectiles létaux, les personnes non accrochées à leur siège par un harnais, la ceinture de sécurité étant insuffisante, sont projetées violemment contre les parois du véhicule. Les pieds ne doivent pas être en contact direct avec le bas de caisse sinon les jambes seront brutalement projetées causant d'importantes fractures. L'effet de souffle peut également endommager les organes internes dont les oreilles. En cas d'ouverture du bas de caisse, la cabine est envahie de projectiles, de vapeurs, voire d'une boule de feu brûlant tout sur son passage.
Dans les années 1930, les premiers modèles de mine bondissante apparaissent avec entre autres la Mine-S allemande : une fois actionnée, une fusée faisait sortir l'engin du sol afin qu'il explose à hauteur d'homme la rendant donc potentiellement mortelle (un homme pouvant être littéralement coupé en deux).
Cette technologie a été reprise après la Seconde Guerre mondiale par plusieurs entreprises de l'armement.

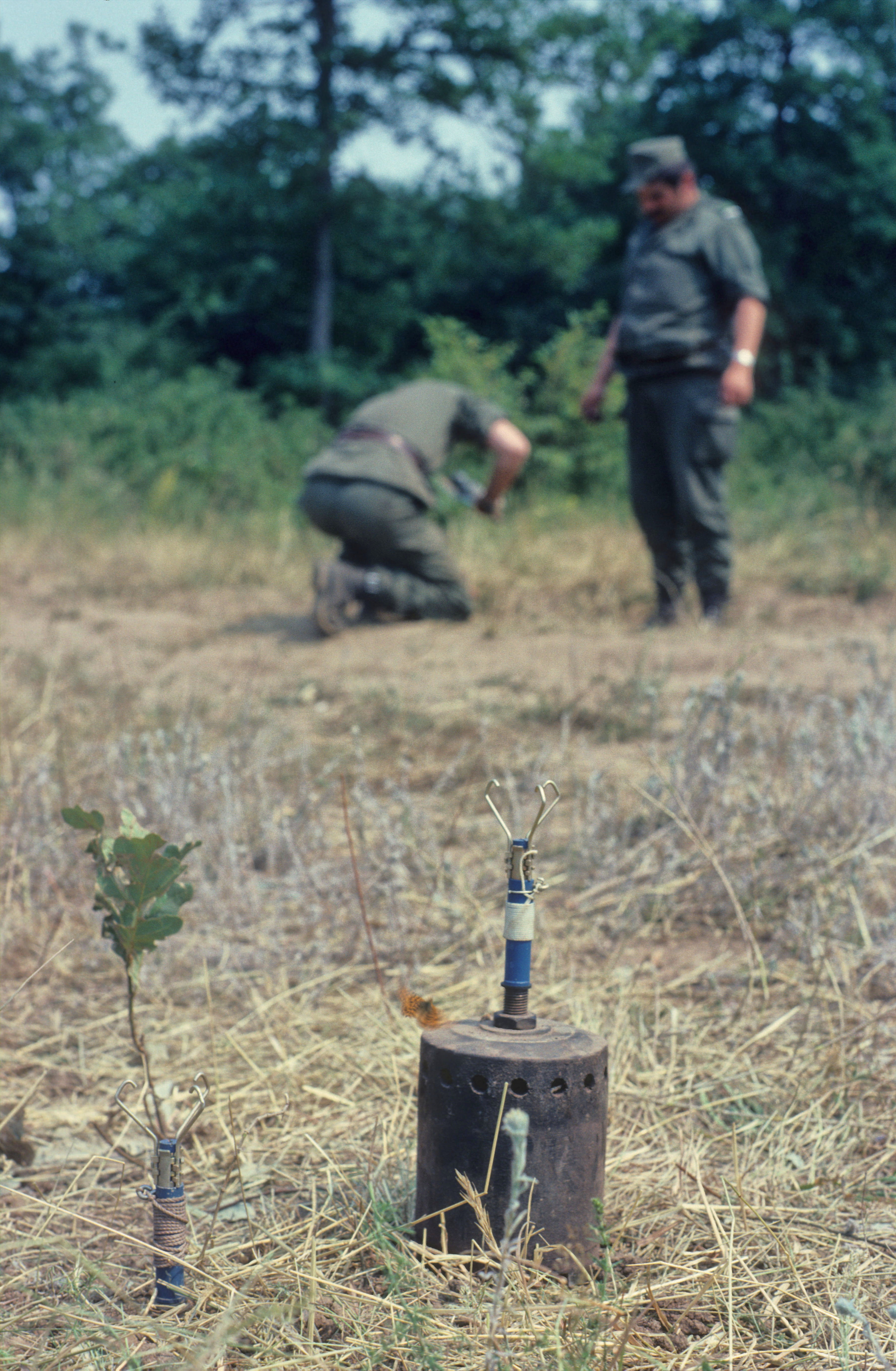
Mine d'exercice A.P. M.B. en 1976.

L'armée française, à partir des années 1960, possédait également un modèle de mine fonctionnant selon le même principe : l'A.P.M.B. (mine AntiPersonnel Métallique Bondissante) modèle 1951 (MI AP MB 51) et dérivés. Un déclencheur primaire (charge de poudre noire de faible puissance) faisait bondir à environ 1,50 m de haut la mine que l'on enfouissait légèrement sous la surface du sol. Un câble, reliant le corps de la mine à son embase et long également de 1,50 m, se tendait lorsque la mine avait atteint cette hauteur et déclenchait l'explosion principale. Celle-ci était générée au moyen d'une charge d'explosif brisant, du type tolite, d'environ 300 grammes et qui projetait sur 360° des fragments de métal. L'A.P.M.B. n'était donc pas destinée à blesser gravement une seule personne en lui arrachant un pied par exemple, mais prévue pour tuer d'un coup plusieurs combattants par projection d'éclats dans les parties supérieures, donc vitales, de leur corps.

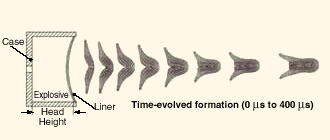
Formation d'une charge perforante.

Plusieurs mines antichar depuis la fin de la Seconde Guerre mondiale permettent de toucher un véhicule à plusieurs dizaines de mètres. Elles utilisant une ogive à effet Misznay-Schardin (ou effet Munroe} pour projeter un puissant fragment autoforgé à charge creuse à une grande vitesse. La mine MIACAH F1 française utilisé des années 1970 a 2001 le projetant a 2 000 m par seconde, perforant 70 mm de blindage sur un diamètre de 10 cm, à une distance maximale de 80 m, des munitions atteignant 3 000 m/s ont une portée de 100 m. Cela est utilisé par une partie des engins explosifs improvisés des guérillas du XXIe siècle.

## Interdiction des mines antipersonnel
La Campagne internationale pour l'interdiction des mines antipersonnel a débuté en 1992. La Convention sur l'interdiction des mines antipersonnel signée le 3 décembre 1997 à Ottawa par 133 pays est entrée en vigueur le 1er mars 1999.
En 2010, trente-neuf pays n'ont pas encore signé le traité d'Ottawa, dont la Chine, l'Inde, le Pakistan, la Russie et les États-Unis, mais la plupart respectent ses dispositions, affirme l'ICBL.
Seuls trois pays produisent encore à cette date des mines antipersonnel, l'Inde, le Pakistan et la Birmanie. La Chine possède le plus important stock de mines antipersonnel au monde avec 110 millions de mines.
Seule la Birmanie utilise encore des mines antipersonnel.
Des groupes rebelles posent toutefois encore des mines dans six pays, l'Afghanistan, la Colombie, l'Inde, le Pakistan, le Yémen et la Birmanie.

## Parties du monde minées

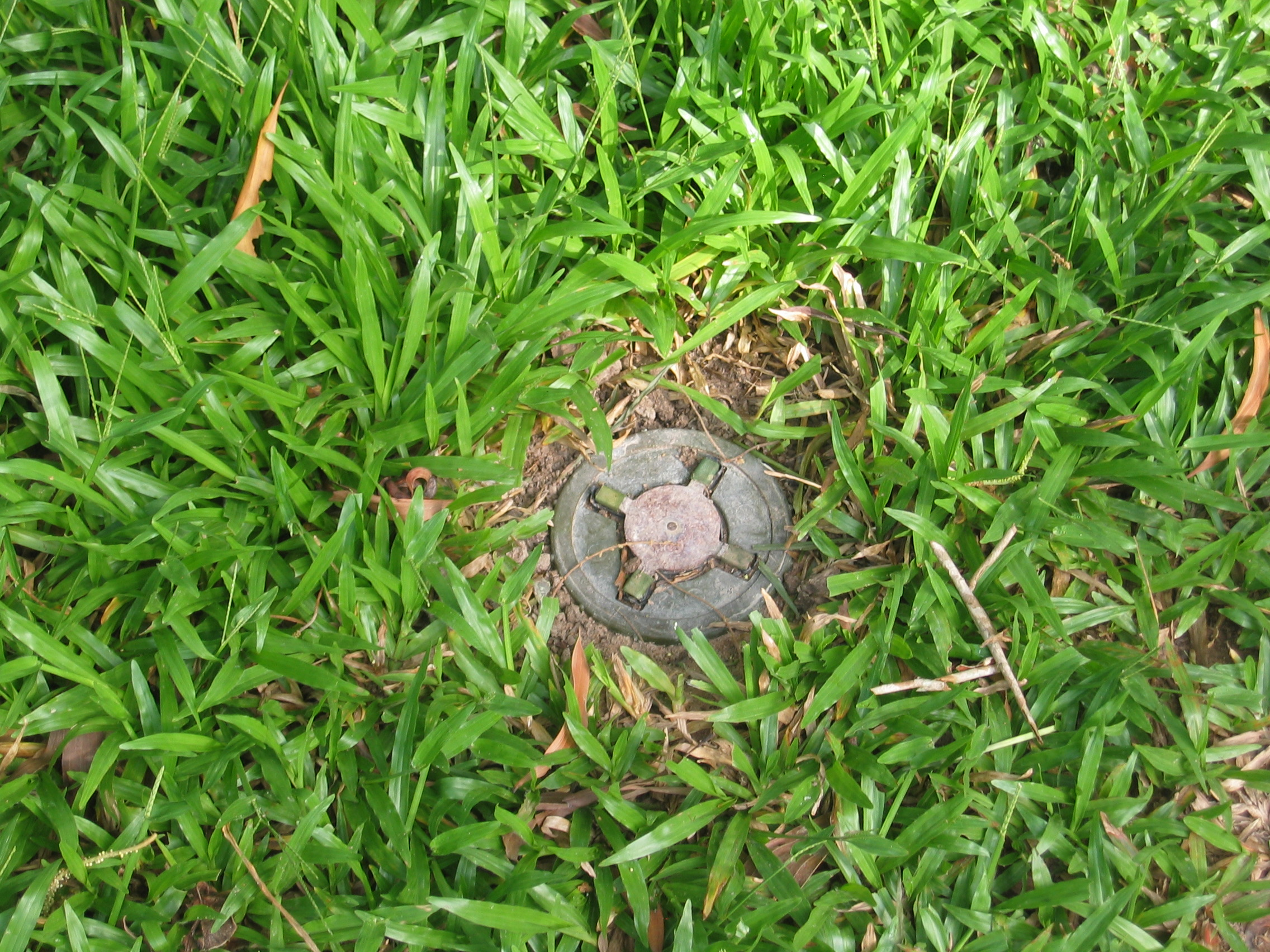
Une mine antipersonnel PMN-2, au Cambodge.

L'Afghanistan a entre 5 et 7 millions de mines pour 20 millions d'habitants, l’Angola 6 millions de mines pour 11 millions d'habitants, la Bosnie-Herzégovine 750 000 et 1 million de mines pour 3,5 millions d'habitants et le Cambodge 4 à 6 millions de mines pour 10 millions d'habitants[Quand ?].
En Asie, le Sri Lanka et les Philippines sont aussi considérés comme étant fortement infestés, soit du fait des forces rebelles seules (Philippines), soit du fait de ces forces rebelles et des actions gouvernementales (Sri Lanka). Le déminage de la frontière entre la République populaire de Chine et le Viêt Nam commencé à la fin des années 1990 est toujours en cours en 2018 avec d'importants moyens.
En Afrique, les pays les plus minés sont le Soudan, l'Angola et le Mozambique. Au Sahara occidental, l'armée marocaine a mis en place des batteries d'artillerie et déployé des champs de mines terrestres. Les estimations vont de 200 000 à 10 millions, implantées tout au long du Mur des sables. L’ONU a comptabilisé trente-cinq types de mines antipersonnel et vingt-et-un types de mines antichars. Fabriquées dans douze pays différents, dont l’Italie, l’Espagne, la Russie ou encore Israël, les mines sont en acier ou en plastique afin d’éviter leur détection.
En Colombie, les mines ont beaucoup été utilisées par les FARC. Il s'agit en 2018 du deuxième pays le plus miné du monde après l'Afghanistan.
En Europe, l'ex-Yougoslavie est largement infestée par les mines - nombre estimé à environ 1 million - tandis que les mines situées à la frontière gréco-turque entraînent annuellement[Quand ?] la mort de dizaines d'immigrants clandestins essayant de franchir la frontière.
Les mines antipersonnel constituent une menace des décennies après la fin d'un conflit. Les mines terrestres et les restes d'explosifs de guerre auraient tué ou blessé plus de 82 000 personnes dans 117 pays et régions entre 1999 et 2010, selon l'International Campaign to Ban Landmines (ICBL, Campagne internationale pour l'interdiction des mines). Même dans des zones qui ont été considérées comme sûres après un conflit, les éléments naturels peuvent à nouveau provoquer du danger, près de 20 ans plus tard, comme cela s'est passé en Bosnie-Herzégovine, en mai 2014, lors des fortes précipitations qui se sont abattues sur ce pays et qui provoquèrent des inondations qui ont déplacé des mines sur des zones d'habitations ou dans des territoires qui avaient déjà été déminés. Depuis la fin de la guerre de Bosnie-Herzégovine en 1995, plus de 120 000 mines restent disséminées sur 2 % du territoire en 2014.

### Cambodge
Pendant la guerre du Vietnam le Cambodge pays frontalier servait un temps de base arrière au Vietcong, les Américains décidèrent alors d'une campagne aérienne massive au Cambodge et au Laos. En 4 ans plus de 550 tonnes de bombes ont été larguées sur le pays, une partie de ces bombes avait subi des problèmes et n'avait donc pas explosé à l'impact, elle restait donc là en attendant d'exploser. En 1970 le général Lon Nol fait un coup d’État et est soutenu par les États-Unis car anti-communiste, il se lança donc dans une campagne massive de minage de la frontière Cambo-Vietnamienne. La guerre civile qui vit les Khmers rouge au pouvoir fut encore pire, pendant la guerre des mines ont été utilisées et quand le gouvernement de Pol Pot s'oppose à son ancien allié vietnamien la frontière entre les deux pays devient encore plus minée. Quand les communistes sont chassés du pouvoir en 1979 ils se lancent dans une campagne de guérilla à la frontière thaïlandaise. A un rythme effréné, toute la frontière avec la Thaïlande est elle aussi minée. C’est le projet du « mur de bambous ». Les provinces frontalières, composées de jungle dense, sont parsemées de mines. En quelques années, cette zone deviendra l’une des régions les plus dangereuses au monde.
Les mines antipersonnel posent un problème éthique car elles font beaucoup de victimes civiles parfois plusieurs années après la fin d'un conflit. Au Cambodge, ces armes ont donné lieu à 35 000 amputations après la fin des hostilités. Elles posent aussi un problème économique, leur dissémination s'opposant à la reprise de l'agriculture une fois passée la période de conflit. À la suite de la guerre du Vietnam et de la guerre civile on estime que ce sont 4 à 6 millions d'engins explosifs laissés à l'abandon pour une population d'un peu plus de 15 millions. 

### Ukraine
L'Ukraine est devenu un des pays les plus minés (en) au monde à la suite de la guerre du Donbass et la guerre russo-ukrainienne de 2022 empire la situation de jour en jour. Des mines dites intelligentes ont fait leur apparition dans ce conflit, en particulier des mines d'attaques par le dessus comme la PTKM-1R ou la POM-3. L'Ukraine et la Russie s'accusent mutuellement d'avoir posé des mines antipersonnel bien que celles-ci soit interdites par le traité d’Ottawa (Russie non signataire). Malgré sa signature à la convention l'Ukraine avait avoué en 2016 avoir encore 5 millions de mines en stock mais qu'elle continuait à les utiliser comme leurs belligérants ne respectaient pas l'interdiction,.
Entre 2014 et 2018, plus de 1 000 personnes sont mortes dont 43 % de civils en 2018.
Lors de l'invasion de l'Ukraine par la Russie en 2022, cette dernière emploie au moins sept modèles de mines différents.
Lors de la contre-offensive ukrainienne de 2023 dans la région de Zaporijjia, les soldats ukrainiens ont dû faire face à un des champs de mines les plus denses au monde. Les Russes ayant plusieurs mois pour préparer leurs défenses ont pu installer des milliers de mines anti chars et anti personnels sur une zone assez réduite.

## Campagnes de déminage
À partir de 1992, un groupement d'organisations non gouvernementales a lancé une campagne internationale pour l'interdiction des mines antipersonnel, les remettant en cause essentiellement pour le nombre de victimes civiles qu'elles causaient et ce bien après la fin des conflits. Cette campagne déboucha en 1997 sur la Convention sur l'interdiction des mines antipersonnel.
En 2008, le rapport de l'Observatoire des mines a confirmé l'efficacité de l'interdiction des mines antipersonnel : le nombre de victimes recensées en 2007 était de 5 426, soit près de cinq fois moins que dix années auparavant,.
En 2008, le nombre de victimes s'est élevé à environ 5 500 et en 2009, 3 956 victimes ont été recensées, soit 28 % de moins que l’année précédente.
Pour la seule année 2009, quelque 198 km2 de zones minées ont été dépollués, avec la destruction de 255 000 mines antipersonnel et 37 000 mines anti-véhicules.
Les principales opérations de dépollution (80 % environ) se sont déroulées en Afghanistan, au Cambodge, en Croatie, en Irak et au Sri Lanka. 66 États demeurent concernés par la présence de mines sur leur territoire. 
Le Cambodge espère avoir libéré son pays des mines antipersonnel d'ici 2025. Entre 1992 et 2021 le pays s'est débarrassé de 1 118 693 mines antipersonnel, 25 918 mines antichars et 2 977 267 REG. Cette grande campagne a permis de faire passer le nombre de morts par mine de 4 320 en 1996 à 240 en 2006 (30% de près de 800 victimes) puis à 44 en 2021. Les mines antipersonnel auront malgré tout fait au Cambodge plus de 60 000 victimes (plus de 20 000 morts et plus de 40 000 handicapés à vie).

### La lutte antimine
De nombreuses personnalités telles que Lady Diana Spencer, Adriana Karembeu ou Heather McCartney ont pris fait et cause pour l'élimination des mines antipersonnel, appuyant les efforts de nombreuses organisations telles que HAMAP, Handicap International, l’ONU, le CICR.
Ces actions visent à l’interdiction des mines antipersonnel, au niveau national ou international, l’identification des pays et populations touchées, la prévention et le déminage, la réparation et les soins aux victimes.

### Cas des États-Unis
Les États-Unis refusent de signer la Convention sur l'interdiction des mines antipersonnel, car celle-ci n'envisage pas d'« exception coréenne », alors que les champs de mines sont un composant crucial de la stratégie américaine de protection de la Corée du Sud contre la Corée du Nord.
En 1992, les États-Unis ont interdit l'exportation de toutes les mines antipersonnel américaines.
En 1999, ils ont supprimé leur dernier champ de mines permanent qui entourait leur base navale de Guantanamo, à Cuba, et ont ratifié la modification du protocole II de la convention sur certaines armes classiques, première convention mondiale sur les mines terrestres portant sur les mines antipersonnel et antivéhicule et qui interdit aussi les pièges.
En 2004, ils se sont engagés à ne plus jamais employer des mines persistantes après 2010 et à les remplacer au besoin par des mines qui deviennent inutilisables en quelques heures ou en quelques jours après leur pose.
En 2006, ils ont adhéré à la déclaration de la troisième conférence d'examen de la Convention sur certaines armes classiques.
Le 27 juin 2014, les États-Unis annoncent qu'ils ne fabriqueraient plus de mines antipersonnel, et qu'ils chercheraient à adhérer au traité international d'Ottawa les interdisant, à l'occasion d'une conférence sur le sujet à Maputo au Mozambique. À cette date, leur stock est de 3 millions de mines contre 10 millions en 2002. Ces munitions ont une durée de vie de 10 ans et seront donc inopérantes en 2024. Les champs de mines de la zone coréenne démilitarisée sont sous la responsabilité de la Corée du Sud.

## Culture populaire
Certains films ont utilisé le thème des mines terrestres et de leurs ravages comme élément principal de leur scénario : 
- Les oubliés : Des prisonniers de guerre allemands envoyés au Danemark après la Seconde Guerre mondiale pour déminer et éliminer les plus de deux millions de mines que les Allemands ont placées dans le sable le long de la côte.
- En terrain miné : L'intrigue est inspirée de l'incident du barrage de Kajaki, impliquant Mark Wright et une petite unité de soldats britanniques positionnés près du barrage de Kajaki se retrouvent au milieu d'un champ de mines.
- Piégé : Après avoir survécu à une attaque éclair, le sergent Denis Quillard pose le pied sur une mine russe à double détente. Seul rescapé de sa patrouille, coincé au milieu du désert afghan, il doit faire face à cette situation et affronter ses doutes comme ses peurs.
- Mine : Un sniper d'élite, Mike Stevens, est traqué par l'ennemi et doit traverser un champ de mines dans le désert saharien. Après avoir assisté à la mort de son équipier qui explose sous ses yeux et entendu un déclencheur sous ses pieds, il comprend qu'il est piégé sur une mine.
- No Man's Land : Durant la guerre de Bosnie, en 1993, Tchiki et Nino, deux soldats ennemis, l'un bosniaque et l'autre serbe, échouent dans un no man's land ou un des deux soldats s'allonge sur une mine bondissante.
- Démineurs : Le lieutenant James est à la tête de la meilleure unité de déminage de l'US Army. Leur mission : désamorcer des bombes dans des quartiers civils ou des théâtres de guerre, au péril de leur vie.
- Palmyra : Après la bataille de Palmyre, des démineurs russes interviennent pour préparer le concert de l'orchestre du Théâtre Mariinsky.